# Paroisse Saint-Jacques-du-Val-Graon
La paroisse Saint-Jacques-du-Val-Graon est l’une des 59 paroisses du diocèse de Luçon, dans le département de la Vendée. Elle regroupe les communes de La Boissière-des-Landes, Le Champ-Saint-Père, Curzon, Le Givre, Moutiers-les-Mauxfaits (chef-lieu paroissial), Saint-Avaugourd-des-Landes, Saint-Cyr-en-Talmondais et Saint-Vincent-sur-Graon (dont l'ancienne commune Saint-Sornin).
| Commune                    | Édifice                                                    |
| -------------------------- | ---------------------------------------------------------- |
| La Boissière-des-Landes    | Église Notre-Dame-de-l’Assomption                          |
| Le Champ-Saint-Père        | Église Saint-Pierre                                        |
| Curzon                     | Église Saint-Romain                                        |
| Le Givre                   | Église Saint-Martin-de-Vertou                              |
| Moutiers-les-Mauxfaits     | Église Saint-Jacques Presbytère de Moutiers-les-Mauxfaits  |
| Saint-Avaugourd-des-Landes | Église Sainte-Walburge                                     |
| Saint-Cyr-en-Talmondais    | Église Saint-Cyr-et-Sainte-Julitte                         |
| Saint-Vincent-sur-Graon    | Église Saint-Saturnin de Saint-Sornin Église Saint-Vincent |